# James Strang
James Jesse Strang (født 21. marts 1813, død 9. juli 1856) var en religiøs leder, der grundlagde en gren af Sidste Dages Hellige.

## Liv og virke

### Baggrund
Strang var født og opvokset som baptist. Han var advokat og arbejdede også som journalist, ligesom han og var tilknyttet Smithsonian University. 

### Mormonleder
Da Joseph Smith blev myrdet i 1844 hævdede Strang, at han havde fået et brev, hvor Smith havde udpeget ham til sin efterfølger. 
Ved Joseph Smiths død mente en del mormoner derfor, at James J. Strang var den rette afløser som præsidentprofet i Jesu Kristi Kirke af Sidste Dages Hellige. I modsætning til de fleste andre mormonsekter har de ikke længere en fælles leder da de ikke mener, der er belæg for, at kirken skal ledes af en profetpræsident. De anerkender altså blot Joseph Smith i 1830-1844 og James Strang i 1844-1856 som profeter.
Strang blev dog udelukket fra kirken af Brigham Young, men han samlede i stedet en tilhængerskare som nedsatte sig sammen med ham i området ved Lake Michigan, hvor de grundlagde et religiøst center på Beaver Island. 
I 1847 lod Strang sig udråbe til konge og blev som James I indsat ved en kroningsceremoni. Dette førte til, at han blev anklaget for forræderi. Imidlertid klarede han sig fri af anklagerne og blev medlem af den lovgivende forsamling i Michigan.
Under et oprør blev han dødelig såret, og efter hans død blev flere af hans tilhængerne drevet bort fra området. Her har en mindre gruppe holdt fast i Strangs lære, og de danner stadig et samfund den dag i dag.